# Prionus pocularis
Prionus pocularis là một loài bọ cánh cứng trong họ Cerambycidae.